# Bryan Limbombe
Bryan Limbombe Ekango (Mechelen, 14 mei 2001) is een Belgisch-Congolees voetballer  die doorgaans speelt als vleugelspeler. In juli 2023 verruilde hij Roda JC voor Heracles Almelo.

## Clubcarrière
Limbombe speelde in de jeugd van KV Mechelen en Zulte Waregem. In augustus 2017 tekende hij als zestienjarige zijn eerste professionele contract bij KRC Genk. Op 19 januari 2020 maakte Limbombe zijn professionele debuut voor Genk in de competitiewedstrijd tegen zijn voormalige club Zulte Waregem; hij mocht invallen voor Jere Uronen. Genk won deze wedstrijd met 0–3. Twee dagen na zijn debuut maakte Genk via zijn officiële kanalen bekend dat Limbombes contract werd verlengd tot juni 2024. In het seizoen 2019/20 kwam de vleugelspeler tot vijf officiële duels en het jaar erna tot vier. In de twee seizoenen bij Genk kwam hij niet tot scoren.
In de zomer van 2021 tekende Limbombe voor twee seizoenen bij Roda JC, uitkomend in de Eerste divisie. Op 17 september van dat jaar kwam de Belg voor het eerst tot scoren in een officiële wedstrijd. In het eigen Parkstad Limburg Stadion zorgde hij voor beide doelpunten in een wedstrijd tegen TOP Oss (2–0). Aan het einde van het seizoen plaatste Roda zich voor de nacompetitie, maar hierin was Excelsior te sterk. Het jaar erna, waarin Limbombe voor de tweede maal op rij zeven competitiegoals maakte, haalde Roda de play-offs niet. 
De vleugelaanvaller ging zelf wel in de Eredivisie spelen, want in juli 2023 verkaste hij naar promovendus Heracles Almelo, waar hij zijn handtekening zette onder een verbintenis voor de duur van vier seizoenen. Tijdens zijn tweede seizoen bij Heracles (2024/25) werd hij vier maanden lang uit de selectie gezet door een disciplinaire schorsing. In januari mocht hij weer aansluiten bij de selectie.

## Clubstatistieken
| Seizoen | Club            | Competitie      | Competitie | Competitie | Beker | Beker | Internationaal | Internationaal | Nacompetitie | Nacompetitie | Totaal | Totaal |
| Seizoen | Club            | Competitie      | Wed.       | Dlp.       | Wed.  | Dlp.  | Wed.           | Dlp.           | Wed.         | Dlp.         | Wed.   | Dlp.   |
| ------- | --------------- | --------------- | ---------- | ---------- | ----- | ----- | -------------- | -------------- | ------------ | ------------ | ------ | ------ |
| 2019/20 | KRC Genk        | Eerste klasse A | 5          | 0          | 0     | 0     | 0              | 0              | —            | —            | 5      | 0      |
| 2020/21 | KRC Genk        | Eerste klasse A | 4          | 0          | 0     | 0     | —              | —              | —            | —            | 4      | 0      |
| 2021/22 | Roda JC         | Eerste divisie  | 33         | 7          | 1     | 0     | —              | —              | 2            | 0            | 36     | 7      |
| 2022/23 | Roda JC         | Eerste divisie  | 35         | 7          | 1     | 0     | —              | —              | —            | —            | 36     | 7      |
| 2023/24 | Heracles Almelo | Eredivisie      | 3          | 1          | 0     | 0     | —              | —              | —            | —            | 3      | 1      |
| Totaal  | Totaal          | Totaal          | 80         | 15         | 2     | 0     | 0              | 0              | 2            | 0            | 84     | 15     |

Bijgewerkt op 8 september 2023.

## Interlandcarrière
Als jeugdinternational doorliep Limbombe vanaf de –18 de verschillende jeugdelftallen van het Belgisch voetbalelftal. Op 19 maart 2021 riep bondscoach Jacky Mathijssen hem voor het eerst op voor de nationale –21-selectie.

## Erelijst
| Beker van België | 1 | 2020/21 |

## Privé
- Limbombe heeft twee oudere broers die ook profvoetballer zijn: Anthony (onder meer N.E.C., Club Brugge en FC Nantes), Stallone (onder meer Antwerp FC en Lierse Kempenzonen) en de jongste broer Maxime. Net zoals Bryan genoten ze ook (een deel van) hun jeugdopleiding bij KRC Genk.